# Krailling

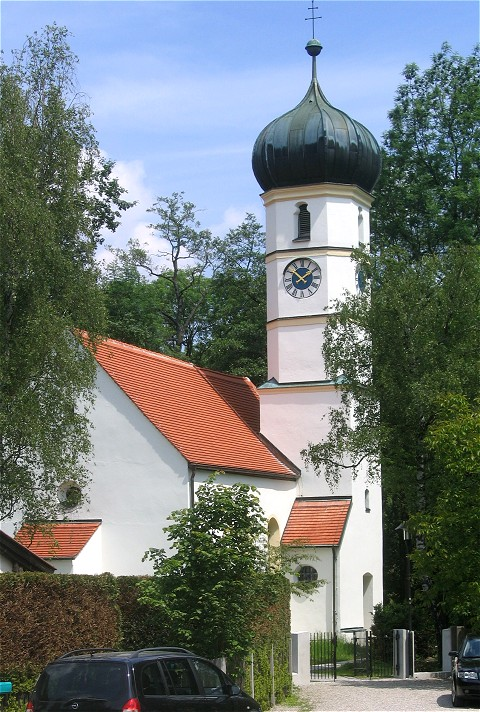
Kościół pw. św. Małgorzaty (St. Margaret)

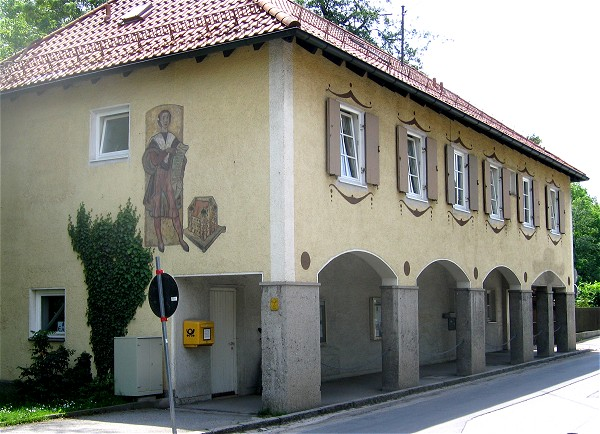
Stary ratusz

Krailling – miejscowość i gmina w Niemczech, w kraju związkowym Bawaria, w rejencji Górna Bawaria, w regionie Monachium, w powiecie Starnberg. Leży około 12 km na północ od Starnberga, nad rzeką Würm, przy linii kolejowej Monachium – Garmisch-Partenkirchen - Innsbruck.

## Demografia

### Struktura wiekowa
Dane o ludności z 31 grudnia 2008:
| Opis                                | Ogółem | Ogółem | Kobiety | Kobiety | Mężczyźni | Mężczyźni |
| ----------------------------------- | ------ | ------ | ------- | ------- | --------- | --------- |
| Jednostka                           | osób   | %      | osób    | %       | osób      | %         |
| Populacja                           | 7580   | 100    | 4028    | 53,14   | 3552      | 46,86     |
| Wiek przedprodukcyjny (0–17 lat)    | 1338   | 17,65  | 639     | 8,43    | 699       | 9,22      |
| Wiek produkcyjny (18–65 lat)        | 4187   | 55,24  | 2194    | 28,94   | 1993      | 26,29     |
| Wiek poprodukcyjny (powyżej 65 lat) | 2055   | 27,11  | 1195    | 15,77   | 860       | 11,35     |

## Polityka
Wójtem gminy jest Christine Borst z CSU, wcześniej urząd ten obejmował Dieter Hager, rada gminy składa się z 20 osób.
|      | CSU | SPD/PF | Zieloni/Niezależni | FBK | FDP/PF | SPD | Zieloni | FBG | FDP | UW | Razem |
| 2008 | 10  | -      | -                  | -   | -      | 2   | 3       | 2   | 2   | 1  | 20    |
| 2002 | 11  | 3      | 1                  | 4   | 1      | -   | -       | -   | -   | -  | 20    |